# Дадинське сільське поселення
Дади́нське сільське поселення (рос. Дадинское сельское поселение) — сільське поселення у складі Нанайського району Хабаровського краю Росії.
Адміністративний центр та єдиний населений пункт — село Дада.

## Населення
Населення сільського поселення становить 401 особа (2019; 433 у 2010, 396 у 2002).